# Gavin Cronje
Gavin Cronje (Johannesburg, 21 april 1979) is een Zuid-Afrikaans autocoureur.

## Carrière
Cronje begon zijn autosportcarrière in het karting in 2000, waarin hij tot 2002 actief bleef. Dat jaar debuteerde hij eveneens in de Zuid-Afrikaanse Formule Ford, die hij als vijfde afsloot. Daarnaast maakte hij ook zijn debuut in Europa toen hij deelnam aan het Formule Ford Festival op Brands Hatch. In 2003 reed hij opnieuw in de Zuid-Afrikaanse Formule Ford en sloot deze ditmaal af op de achtste plaats. Ook nam hij deel aan het raceweekend op Brands Hatch van de Britse Formule Ford voor het Panasonic Batteries Team JLR en eindigde de races als tiende en veertiende.
In het seizoen 2005-06 keerde Cronje na twee jaar terug in de autosport als testrijder voor het A1 Team Zuid-Afrika in de A1GP. Aansluitend nam hij deel aan een volledig seizoen van de Euroseries 3000 voor het team Auto Sport Racing. Hij behaalde één podiumplaats op de Hungaroring en werd tiende in de eindstand met 20 punten. Tevens stapte hij dat jaar in bij het team Carlin Motorsport tijdens het raceweekend op het Circuit Bugatti in de Formule Renault 3.5 Series. In de eerste race eindigde hij als 24e, terwijl hij in de tweede race niet aan de finish kwam.
Na opnieuw een jaar zonder competitie reed Cronje in 2008 in het eerste seizoen van de Zuid-Afrikaanse Formule Volkswagen, waarin hij met negen overwinningen en 149 punten uit twintig races de eerste kampioen werd. Cristiano Morgado had evenveel punten, maar won één race minder.
In 2009 reed Cronje een tweede seizoen in de Formule Le Mans voor het team DAMS. Samen met zijn teamgenoot Nico Verdonck won hij acht races op Spa-Francorchamps (tweemaal), het Circuit de la Sarthe, het Autódromo Internacional do Algarve, de Nürburgring (tweemaal) en Silverstone. Omdat Verdonck een aantal bonuspunten kreeg vanwege zijn pole positions en snelste ronden in de race, werd hij uitgeroepen tot kampioen, terwijl Cronje tweede werd in de eindstand. Hierna heeft hij niet meer deelgenomen aan grote internationale kampioenschappen.